# Dory
Dory – grecka nazwa włóczni dory, doru pierwotnie oznaczała drzewo, bądź też odnosiła się do jego pnia. Włócznia była podstawowym orężem greckiego hoplity (starożytni Grecy zwykli mówić o podbitym przez siebie terytorium iż zostało „włócznią zdobyte”). Były one wykonywane z drewna jesionowego, gdyż było jednocześnie lekkie i bardzo wytrzymałe. Ich długość sięgała 9 stóp (2,7 m.), a środek ciężkości znajdował się bliżej końca włóczni a nie na środku.
Przez cały okres klasyczny aż do przełomu V/IV w. p.n.e. dory składała się z trzech elementów: grotu, drzewca i tylca (toku). Grot wykonany był z brązu bądź żelaza, jego długość wahała się od 20 do 30 cm, a kształt liścia grotu określany jest jako lancetowaty. Okucie tylca (wykonywane tak samo z brązu bądź żelaza), określane mianem styrax lub sauroter (co z grec. oznacza „zabójca jaszczurek”) umożliwiało wbicie włóczni w ziemię grotem do góry na czas kiedy jej nie używano. Podstawowym sposobem mocowania grotu i tylca była smoła, czasem używano też gwoździ dla dodatkowego wzmocnienia konstrukcji. Uchwyt, wykonany z kawałka skóry owiniętego wokół drzewca, umiejscowiony był na środku ciężkości włóczni.